# Talassaari (ö i Birkaland, Nordvästra Birkaland, lat 61,93, long 23,24)
Talassaari är en ö i Finland. Den ligger i sjön Vahojärvi och i kommunen Parkano i den ekonomiska regionen  Nordvästra Birkalands ekonomiska region  och landskapet Birkaland, i den sydvästra delen av landet, 210 km norr om huvudstaden Helsingfors. Öns area är 0,9 hektar och dess största längd är 150 meter i nord-sydlig riktning.